# Щербачівка (Воронезька область)
Щербачівка (рос. Щербачёвка) — селище у Панінському районі Воронезької області Російської Федерації.
Населення становить 181 особу (2010). Входить до складу муніципального утворення Чернавське сільське поселення.

## Історія
Населений пункт розташований у історичному регіоні Чорнозем'я. Від 1928 року належить до Панінського району, спочатку в складі Центрально-Чорноземної області, а від 1934 року — Воронезької області.
Згідно із законом від 15 жовтня 2004 року входить до складу муніципального утворення Чернавське сільське поселення.

## Населення
| 2000 | 2005 | 2010 |
| ---- | ---- | ---- |
| 293  | ↘267 | ↘181 |